# Gecos
Il campo gecos (in inglese gecos field) è un campo presente nel file /etc/passwd dei sistemi Unix e Unix-like. 
Il nome deriva dall'acronimo di General Electric Comprehensive Operating System. L'informazione è una forma di "residuo" dei primissimi sistemi Unix, in cui le informazioni di sicurezza erano gestite in modo relativamente primitivo ed era previsto un campo informativo usato generalmente per memorizzare informazioni generali riguardo ad un account, come il nome reale dell'utente o il suo numero di telefono.

## Formato
Il tipico formato del campo gecos è composto da campi delimitati da una virgola, generalmente in questo ordine:
1. Nome completo dell'utente (o nome dell'applicazione, se l'account è un programma)
2. Edificio e numero di stanza o persona da contattare
3. Numero telefonico dell'ufficio
4. Altre informazioni di contatto (numero del cercapersone, fax, ecc.)

Nella maggior parte dei sistemi Unix queste informazioni possono essere modificate da normali utenti usando il comando chfn dalla shell testuale.

## Storia
Alcuni sistemi Unix primordiali dei Bell Laboratories usavano macchine GECOS per gestire lo spool di stampa e altri servizi vari, così questo campo veniva aggiunto per ottenere l'identità dell'utente che usava queste macchine.